# Sedum montanum
Sedum montanum es una pequeña planta suculenta perenne, de la familia de las crasuláceas.  

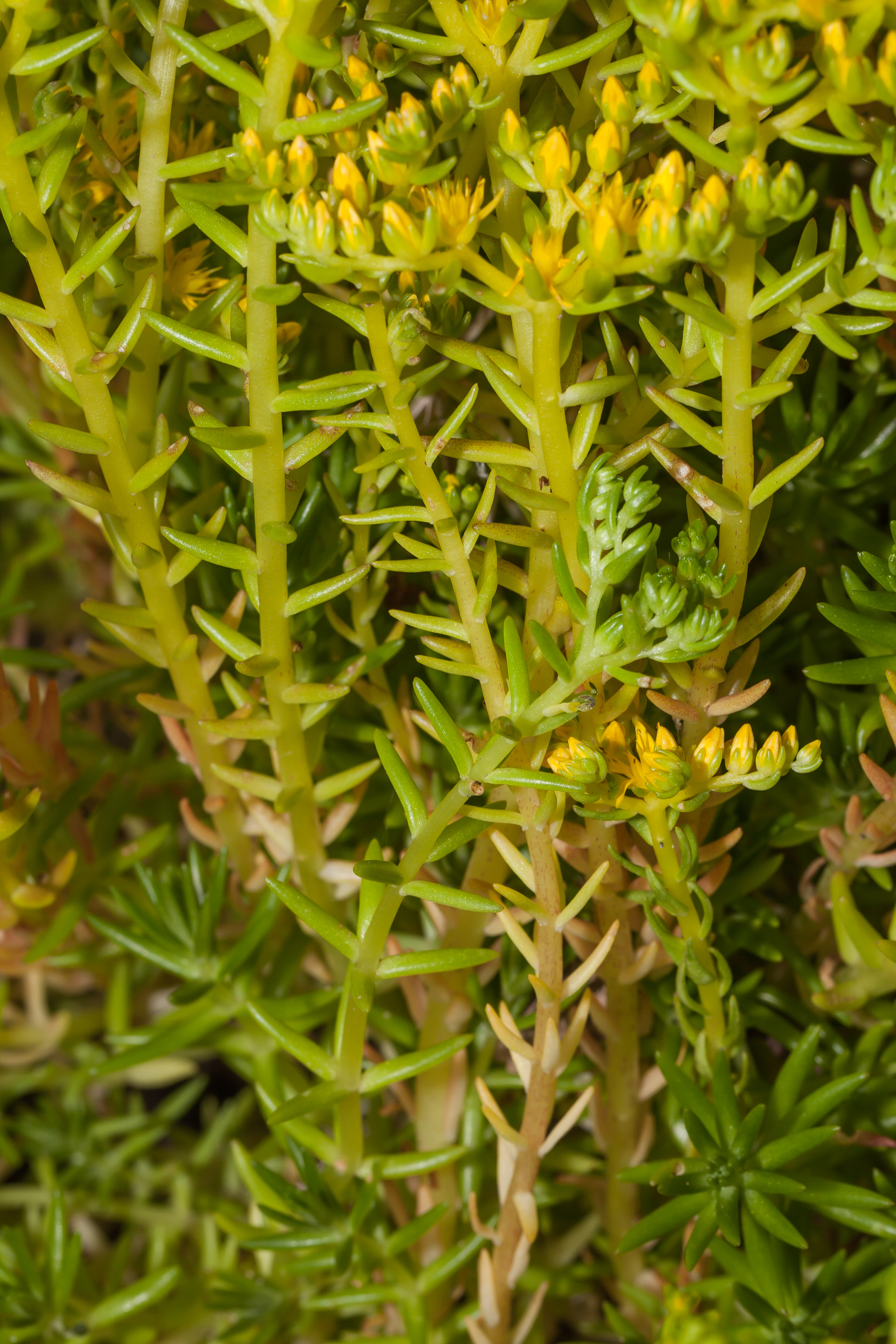
Detalle de la planta

## Características
Es una planta perenne, glabra, verdosa. Raíces abundantes, muy finas. Tallos de 10- 15 cm, leñosos en la base, postrado-ascendentes, con hojas ± persistentes; renuevos estériles 3,5-6 cm, en número variable. Hojas 4-6 x 0,5-2 mm, linear cilíndricas, acuminadas, con un pequeño espolón en la base, débilmente imbricadas en los renuevos estériles. Inflorescencia corimbosa, con brácteas, erecta antes de la antesis, con ramas ± rectas o poco curvadas, cuyo conjunto queda cóncavo o convexo en la fructificación. Flores generalmente hexámeras; pedicelos 0,5-1,5(4) mm. Sépalos (4)4,5-5,5 mm, soldados al receptáculo, con glándulas ± esparcidas, triangular-lanceolados, agudos o mucronados. Pétalos (5,5)6,5- 8(10) mm, libres, de color amarillo intenso, con el nervio dorsal más obscuro, generalmente patentes en la antesis. Estambres generalmente 12; filamentos glabros, sin papilas. Folículos 5,5-6 mm, erectos; estilo de 1,5-1,6 mm. Semillas oblongas; testa acostillada; ápice agudo. Tiene un número de cromosomas de 2n = 34*, 51.

## Distribución y hábitat
Se encuentra en zonas rocosas de alta montaña; a una altitud de 1500-2650 metros en el Sur de Europa. Pirineos orientales (Cerdaña y Ripollés). 

## Taxonomía
Sedum montanum fue descrita por Songeon & E.P.Perrier y publicado en Billotia 1: 77. 1866.
Etimología
Ver: Sedum
montanum: epíteto latino que significa "de las montañas".
Sinonimia
- Petrosedum montanum (Songeon & E.P.Perrier) Grulich
- Petrosedum rupestre subsp. montanum (Songeon & E.P.Perrier) Velayos
- Sedum ochroleucum subsp. montanum (Songeon & Perrier) Webb

subsp. orientale 't Hart
- Petrosedum orientale ('t Hart) Grulich
- Sedum pseudorupestre L.Gallo
- Sedum thartii L.P.Hébert[4]